# Hallomenus debilis
Hallomenus debilis is een keversoort uit de familie winterkevers (Tetratomidae). De wetenschappelijke naam van de soort werd in 1866 gepubliceerd door John Lawrence LeConte.